# Atbasar Qalasy
Atbasar Qalasy är ett distrikt i Kazakstan.   Det ligger i oblystet Aqmola, i den centrala delen av landet, 220 km väster om huvudstaden Astana.